# Casato di Erik
Il Casato di Erik fu una delle due famiglie nobiliari svedesi che lottarono per il governo della Svezia tra il 1150 e il 1220 (l'altra era il Casato di Sverker). Il primo re degli Erik fu Erik IX di Svezia, o Sant'Erik; la capostipite femminile fu la moglie di Erik IX, Christina Björnsdatter, che le leggende dicono essere la figlia della figlia del re Ingold I di Svezia.
I discendenti di Sant'Erik favorirono il monastero di Varnhem, e alcuni di loro sono stati lì sepolti.
Il nome femminile Catherine sembra essere stato il preferito nel Casato di Erik.
Nel 1226 due rami del casato entrarono in conflitto l'uno con l'altro: Canuto l'Alto, l'erede adulto di Filip, figlio cadetto di Erik IX, depose il giovanissimo Erik XI, che solo nel 1234 riconquistò il potere. Dopo la sua morte nel 1250 il conflitto continuò tra il ramo reale e i due figli di Canuto, le cui esecuzioni avvennero nel 1248 e nel 1251.
Erik XI fu l'ultimo discendente in linea diretta di Sant'Erik e morì apparentemente senza figli a lui sopravvissuti (anche se alcune genealogie romantiche e ricerche successive da esse influenzate gli hanno attribuito una o due figlie, più probabilmente sue nipoti, figlie di sua sorella e Birger Jarl).
Il nipote di Erik XI, l'allora ragazzino figlio di sua sorella Ingeborg, fu eletto re con il nome di Valdemaro I di Svezia, sotto la reggenza del padre Birger Jarl.
Pressappoco tutti i re successivi sono stati discendenti del Casato di Erik. La discendenza da questo casato è stata tenuta in così grande considerazione nei giochi di potere medievali e dell'età moderna che alcuni aspiranti (come Carlo VIII di Svezia) inventarono perfino una discendenza (nel caso di Carlo VIII dai Tofta) per mostrare che anche loro erano eredi del Casato di Erik.